# Fangshan, Lüliang
Fangshan är ett härad som lyder under Lüliangs stad på prefekturnivå i Shanxi-provinsen i norra Kina.